# Mourne Mountains
Mourne Mountains (także Mournes, irl. Beanna Boirche) – pasmo górskie w południowo-wschodniej części Irlandii Północnej (Wielka Brytania), w dystrykcie Newry, Mourne and Down, w hrabstwie Down. Pasmo rozciąga się na długości 15 km, od zatoki Dundrum Bay (Morze Irlandzkie) na północnym wschodzie do zatoki Carlingford Lough na południowym zachodzie. Najwyższy szczyt pasma, Slieve Donard (852 m n.p.m.) jest najwyższym wzniesieniem w Irlandii Północnej.
Zbudowane z granitu pasmo wypiętrzone zostało w okresie neogenu (23–2,5 mln lat temu). U ich podnóża, po przeciwnych stronach, położone są miejscowości Newcastle i Rostrevor. W górach prowadzony jest wypas owiec. W obrębie pasma utworzone zostały zbiorniki retencyjne, wykorzystywane jako źródło wody pitnej, m.in. dla Belfastu. Pasmo w całości objęte jest ochroną w ramach „obszaru o wybitnym pięknie naturalnym” (Area of Outstanding Natural Beauty). Część pasma znajduje się w posiadaniu organizacji National Trust.